# Pantopsalis albipalpis
Pantopsalis albipalpis är en spindeldjursart som beskrevs av Pocock 1903. Pantopsalis albipalpis ingår i släktet Pantopsalis och familjen Monoscutidae. Inga underarter finns listade i Catalogue of Life.